# Ida McKinley
Ida Saxton McKinley (ur. 8 czerwca 1847 w Canton, zm. 26 maja 1907 tamże) – pierwsza dama Stanów Zjednoczonych Ameryki w latach 1897-1901 jako żona prezydenta Williama McKinleya.

## Życiorys
Ida Saxton urodziła się 8 czerwca 1847 roku w Canton, jako córka bankiera Jamesa Saxtona. Miała siostrę Mary i brata George’a. Uczyła się w Brook Hill Seminary w Media, a po ukończeniu szkoły, wraz z siostrą wyjechała w podróż do Europy. W 1869 roku rozpoczęła pracę w banku swojego ojca. W tym okresie poznała swojego przyszłego męża, Williama McKinleya. Ich ślub odbył się dwa lata później.
Około 1874 roku Ida zachorowała i w ramach terapii przyjmowała brom, co odbiło się na jej zachowaniu i wyglądzie. Cierpiała na epilepsję. Stała się wówczas zależna od męża, co było częstym powodem odrywania go od spraw politycznych, także w czasie prezydentury. Wiosną 1877 oboje przenieśli się do Waszyngtonu, gdyż William został kongresmanem. W tym okresie McKinleyowie byli częstymi gośćmi ówczesnego prezydenta, Rutherforda Hayesa i jego żony Lucy. Ida często zajmowała się wówczas szydełkowaniem i czyszczeniem biżuterii. W 1892 roku przeprowadziła się do Columbus, gdzie jej mąż sprawował funkcję gubernatora Ohio.
Gdy w 1896 roku William McKinley był rozważanym kandydatem Partii Republikańskiej na prezydenta, Ida wyprawiła przyjęcie dla prominentnych polityków, by ułatwić mężowi uzyskanie nominacji. By nie nadwyrężać zdrowia żony, w czasie kampanii William nie odbywał podróży, tylko przyjmował wyborców w domu. Stworzyło to podejrzenia, które przerodziły się w ataki, że Ida miała być rzekomo brytyjskim szpiegiem, osoba chorą psychicznie lub ofiarą przemocy domowej.
Po zwycięstwie wyborczym McKinleyowie wprowadzili się do Białego Domu. Nowa pierwsza dama nie mogła sprostać nowym obowiązkom i często doznawała ataków epilepsji w czasie oficjalnych imprez. Pomimo że wśród elity waszyngtońskiej słabe zdrowie Idy było tajemnicą poliszynela, prasa amerykańska zachowywała w tej sprawie dyskrecję. Często wymagała także dodatkowych kuracji, m.in. w rodzinnym Canton czy w Buffalo w 1901 roku.
6 września 1901 roku, William McKinley został postrzelony przez Leona Czolgosza i zmarł 8 dni później. Po jego śmierci, Ida wpadła w głęboką depresję i nie udzielała się towarzysko. Zmarła 26 maja 1907 roku i została pochowana obok męża i córek.

## Życie prywatne
Ida Saxton poślubiła Williama McKinleya 25 stycznia 1871 roku. Mieli dwie córki: Katie (ur. w 1871, zm. w 1875) oraz Idę (ur. i zm. w 1875). Należała do Kościoła prezbiteriańskiego.